# Hypocala guttiventris
Hypocala guttiventris är en fjärilsart som beskrevs av Walker 1857. Hypocala guttiventris ingår i släktet Hypocala och familjen nattflyn. Inga underarter finns listade i Catalogue of Life.

## Bildgalleri

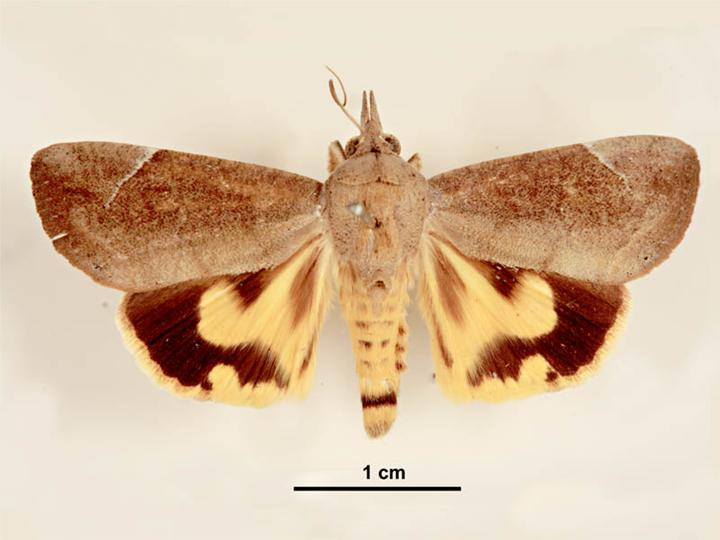
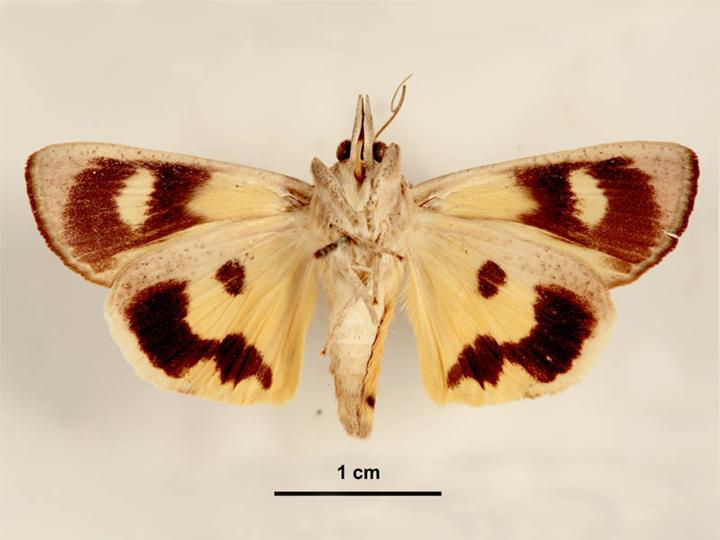
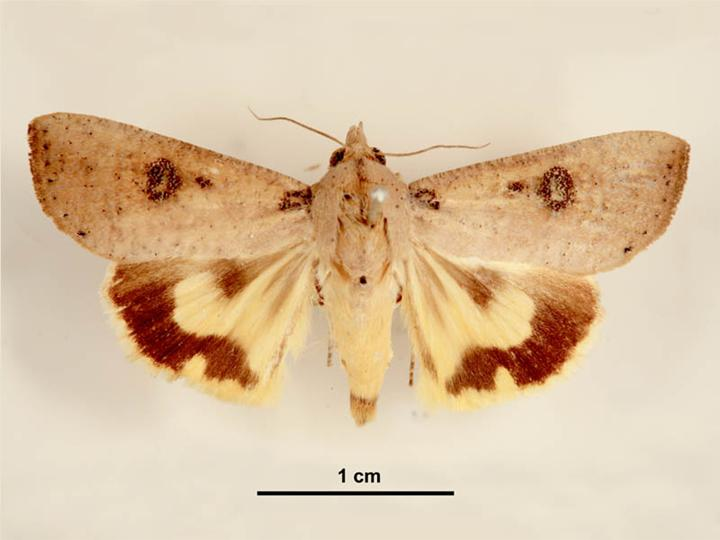
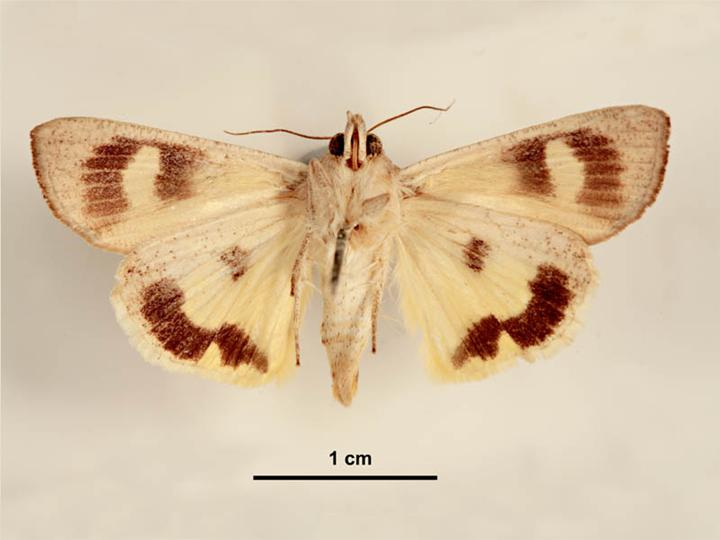